# Arnór Sigurðsson
Arnór Sigurðsson (ur. 15 maja 1999 w Akranes) – islandzki piłkarz, występujący na pozycji ofensywnego pomocnika w Blackburn Rovers oraz w reprezentacji Islandii.

## Kariera klubowa

### Norrköping
Sigurðsson jest wychowankiem islandzkiego Íþróttabandalag Akraness. W marcu 2017 został piłkarzem szwedzkiego IFK Norrköping. W rozgrywkach Allsvenskan zagrał po raz pierwszy 15 września 2017 w zremisowanym 1:1 meczu z Kalmar FF.

### CSKA Moskwa
31 sierpnia 2018 został zawodnikiem rosyjskiego CSKA Moskwa, gdzie trafił za ok. 4 miliony euro, co stanowiło rekordową sumę transferową otrzymaną przez klub. Swój debiut dla klubu zaliczył 19 września 2018, w meczu Ligi Mistrzów przeciwko Viktorii Pilzno, stając się najmłodszym Islandczykiem, który kiedykolwiek wystąpił w Lidze Mistrzów. 
23 września 2018 zadebiutował w Priemjer-Lidze – w zremisowanych 1:1 derbach Moskwy ze Spartakiem. Do gry wszedł w 71. minucie, zastępując Ałana Dzagojewa. Pierwszego ligowego gola Sigurðsson strzelił 11 listopada 2018 w meczu z Zenitem zakończonym zwycięstwem 2-0.

#### Wypożyczenie do Venezii
30 lipca 2021 Sigurðsson dołączył do Venezii we włoskiej Serie A na zasadzie wypożyczenia do końca sezonu. Przed odejściem na wypożyczenie przedłużył swój kontrakt z CSKA do końca sezonu 2023–24.

#### Wypożyczenie do Norrköping
3 lipca 2022 Sigurðsson zawiesił swój kontrakt z CSKA Moskwa na sezon 2022–23, wykorzystując orzeczenie FIFA w sprawie rosyjskiej inwazji na Ukrainę. 14 lipca 2022, na mocy owych regulacji, dołączył do Norrköping na zasadzie wypożyczenia trwającego do końca czerwca 2023.

### Blackburn Rovers
21 czerwca 2023 Sigurðsson kolejny raz skorzystał z prawa do zmiany klubu, dołączając do Blackburn Rovers w angielskiej EFL Championship na zasadzie wypożyczenia do końca sezonu. W rozgrywkach ligowych zadebiutował 23 września, w przegranym 3-4 meczu z Ipswich Town, w którym strzelił też swojego pierwszego gola dla klubu. 26 grudnia 2023 dołączył do klubu na stałe, podpisując z Blackburn kontrakt obowiązujący do czerwca 2025.

## Kariera reprezentacyjna
W reprezentacji Islandii zadebiutował 15 listopada 2018 w meczu Ligi Narodów z Belgią zakończonym porażką 0:2.